# Candoso São Tiago e Mascotelos
Candoso São Tiago e Mascotelos (llamada oficialmente União das Freguesias de Candoso São Tiago e Mascotelos) es una freguesia portuguesa del municipio de Guimarães, distrito de Braga.

## Historia
Fue creada el 28 de enero de 2013 en aplicación de una resolución de la Asamblea de la República de Portugal promulgada el 16 de enero de 2013 con la unión de las freguesias de Mascotelos y Santiago de Candoso, pasando su sede a estar situada en la antigua freguesia de Santiago de Candoso.

## Demografía
| Gráfica de evolución demográfica de Candoso São Tiago e Mascotelos entre 2011 y 2021 |
|                                                                                      |
| Datos según el nomenclátor publicado por el INE portugués.                           |